# Incidente del Childers

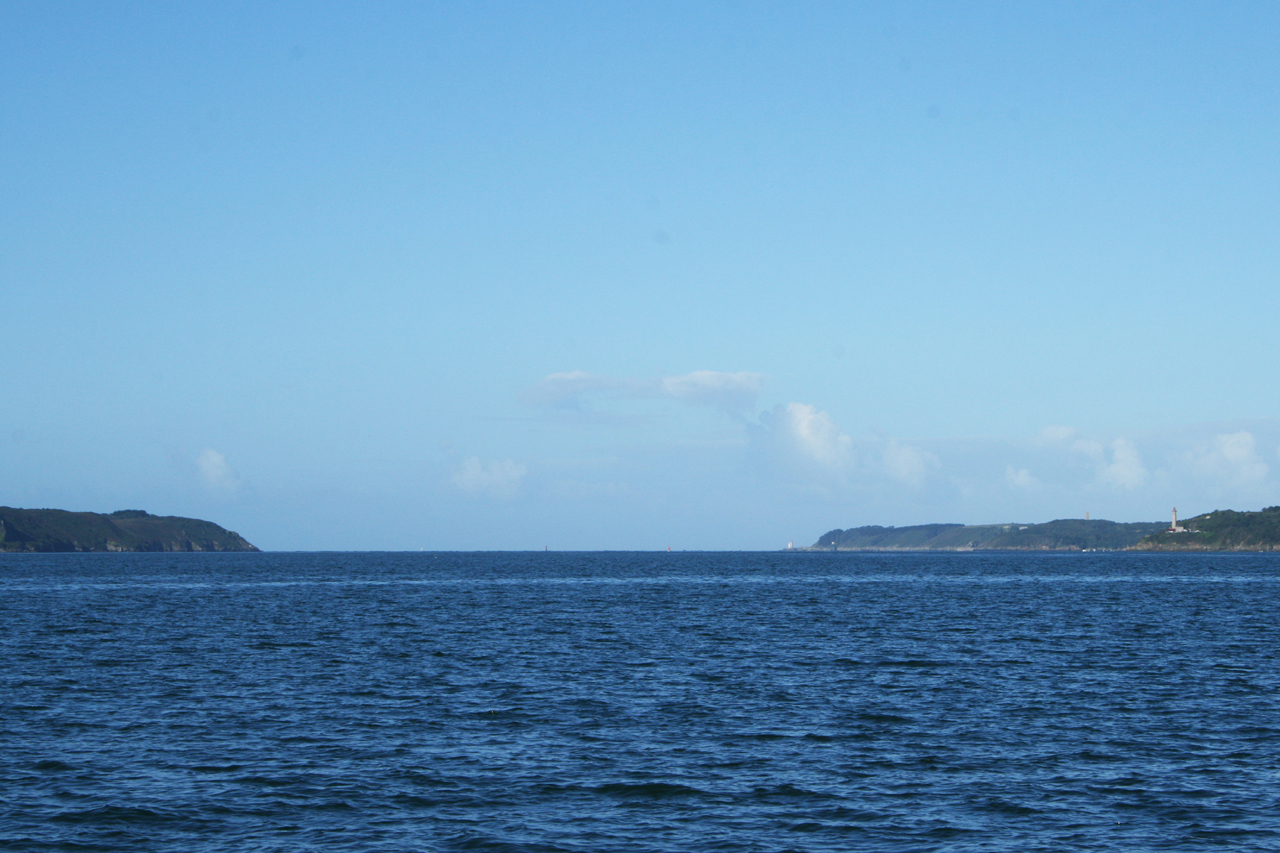
El goulet de Brest.

El incidente del Childers ocurrió el 2 de enero de 1793 y marcó el inicio del confrontamiento entre las fuerzas británicas y francesas a lo largo de las guerras revolucionarias, que se prolongaron durante veintitrés años. Tras la Revolución francesa de 1789, las relaciones diplomáticas entre el Reino de Gran Bretaña y la República francesa se habían deteriorado poco a poco y el apoyo brindado por el Reino Unido a Luis XVI agravó la situación. Aunque el Reino Unido se había mantenido reticente a aliarse con las monarquías europeas y entrar en la guerra, este deslustre de las relaciones, cuyo culmen fue la ejecución del rey francés, hizo que finalmente se decidiera a unir fuerzas contra Francia. Mientras tanto, en tierras francesas se estaba dando un momento de agitación política y social. Uno de los principales lugares en los que se notaba la actividad republicana era la base naval atlántica de la Marina francesa en Brest, Bretaña, en la que se dio un motín en 1790.
El 2 de enero, un pequeño navío de guerra británico, el HMS Childers, equipado con catorce cañones y dirigido por el comandante Robert Barlow, recibió la orden de adentrarse en la rada de Brest con el objetivo de llevar a cabo una evaluación del estado de preparación de la flota francesa. Al tiempo que el Childers entraba en el Goulet de Brest, este comenzó a recibir disparos provenientes de las baterías francesas. A pesar de que Barlow identificó su bergantín como un navío británico neutral, el fuego continuó hasta que fue capaz de escapar. Aunque el Childers recibió el impacto de una bala de cañón de 48 libras —lo equivalente a 22 kilogramos—, ningún miembro de la tripulación resultó herido. El incidente fue insignificante en lo que respecta a daños y bajas, mínimos e inexistentes, respectivamente, pero tuvo un gran significado simbólico, ya que marcó el deterioro de las relaciones entre Gran Bretaña y Francia y allanó el camino hacia la guerra, que estalló el 1 de febrero de 1793.

## Contexto
Tras la Revolución francesa de 1789, las relaciones entre la recién declarada República francesa y sus vecinos europeos se había deteriorado considerablemente. En abril de 1791, Austria y Prusia emitieron la Declaración de Pillnitz, en la que manifestaron su apoyo al rey Luis XVI. En febrero del año siguiente, Austria y Prusia se aliaron formalmente y la Asamblea Legislativa francesa respondió a este hecho con una declaración de guerra contra Austria el 20 de abril. El primer conflicto, conocido como la guerra de la Primera Coalición, comenzó sobre tierra firme, puesto que, aparte de Francia, ninguna otra potencia marítima europea tomó parte en la contienda. El arresto del rey francés, que gozaba del apoyo del resto de las potencias europeas —incluido el Reino Unido— en agosto de 1792 y la expansión de la guerra al norte de Italia conllevó el inicio de la contienda naval en el mar Mediterráneo. El Reino Unido, por su parte, a pesar de que había mostrado reticencias a aliarse con el resto de monarquías europeas, entró en la guerra finalmente, como consecuencia directa de la ejecución del rey francés.
Gran Bretaña se mantuvo neutral durante los primeros compases de la contienda. A pesar de que rechazaba y era contrario a la Revolución, el primer ministro británico William Pitt, el Joven no quería ir a la guerra junto con las monarquías absolutistas del este de Europa. Sin embargo, la Marina Real se había preparado concienzudamente por lo que pudiera pasar, comenzando por el armamento de España en 1790. Por otro lado, la flota atlántica francesa se encontraba en pésimas condiciones: el número de miembros de la principal base naval, situada en Brest, Bretaña, se había visto drásticamente reducido por un importante motín sucedido en 1790 y por el crecimiento del número de deserciones de los oficiales navales franceses en 1791, que llegó hasta el 80 %. A pesar de las dificultades para dirigir la flota, esta era bastante fuerte y se había expandido y mejorado durante la década de 1780. De hecho, la subida de los impuestos para pagar los gastos de la Marina francesa había sido uno de los detonantes de la Revolución en 1789.

## Incidente

Mapa de la rada de Brest, lugar en el que se desarrolló el incidente.

La fuerza de la flota atlántica francesa era un hecho que preocupaba al Almirantazgo británico y, a finales de 1792, este ordenó al pequeño bergantín Childers, de catorce cañones y comandado por Robert Barlow, la entrada en la rada de Brest para investigar el grado de preparación de la flota francesa.
El 2 de enero de 1793, el Childers estaba acercándose a la entrada de la rada bajo un cielo cubierto y una brisa ligera, pero cuya dirección era variable. La única entrada al puerto de Brest consistía en una vía marítima conocida como Goulet de Brest. El goulet está situado entre el faro de Petit Minou y el de Portzic en la costa norte y entre el islote de los capuchinos y el Punto de los españones, al sur de la península de Roscanvel. Debido a su importancia como entrada a Brest, las orillas del Goulet estaban fuertemente fortificadas. Según el Childers entraba en el Goulet, se abrió fuego desde uno de los fuertes que cubrían la entrada desde la costa sur. Los disparos se ejecutaron desde una distancia de 0,75 millas náuticas —1,39 kilómetros— y volaron sobre el bergantín para después perderse en el mar.
Barlow asumió que los disparos se habían producido como aviso, ya que los franceses podrían haber identificado al bergantín como un enemigo al no llevar izada bandera alguna. Por lo tanto, ordenó que se enarbolaran tanto el pabellón británico como el gallardete correspondiente. De ese modo, el Childers pudo adentrarse aún más gracias a la marea. La batería francesa respondió izando la bandera tricolor y los pabellones rojos; a continuación, el resto de baterías que cubrían el Goulet hicieron lo propio. El Childers se acercó mucho a dos baterías y estas abrieron fuego contra él, disparando balas de 48 libras  —22 kilogramos—.
Los continuos disparos y el poco viento dificultaban la huida de los británicos. Entonces, Barlow ordenó el uso de los remos para tratar de alejarse de las baterías francesas. El pequeño tamaño de su navío hacía que fuera un objetivo difícil, por lo que pronto pudo emplear la ventaja que le concedió la brisa para alejarse del fuego cruzado. El bergantín solo fue alcanzado por un disparo, que rompió uno de los cañones de la cubierta en tres partes. No obstante, ningún miembro de la tripulación resultó herido por el impacto.

## Sucesos posteriores

Barlow acudió al Almirantazgo con el fin de proporcionar pruebas del ataque francés sobre su bergantín.

Tras conseguir alejarse del peligro y después de zafarse de un potente temporal en el Canal, Barlow arribó a Gran Bretaña el 4 de enero. Inmediatamente después de anclar en el puerto de Fowey, Cornualles, Barlow se dirigió a la sede del Almirantazgo en Londres, a la cual llegó el 11 de enero. Llevaba consigo una de las balas de cañón que impactaron contra el barco con el fin de probar el incidente. El historiador británico William James atribuyó como causa de este suceso la «gran voluntad de iniciar hostilidades por parte de la nueva república». El historiador Edward Pelham Brenton, por su parte, en un escrito datado en 1825, apuntó que, en esta ocasión, la ofensiva francesa tenía justificación, comentando que «el Childers y su capitán no debieron haber merodeado los fuertes franceses de Brest estando Europa en conflicto: si hubiésemos visto un navío de guerra francés surcando las aguas entre The Needles y Santa Helena y realizando observaciones, sospecho que nos habríamos, en tal estado de crisis, tomado la libertad de abrir fuego contra él».
El 24 de enero, el embajador francés en el Reino Unido fue expulsado como respuesta a la ejecución de Luis XVI en París el 21 de enero. En consecuencia, el 1 de febrero, la Convención Nacional declaró la guerra a Gran Bretaña. La campaña naval en el Atlántico comenzó en marzo de 1793, cuando una escuadra francesa fue botada al mar poco antes de tener que regresar a tierra a causa de un motín entre la tripulación. La guerra entre el Reino Unido y Francia iniciada en el Goulet el 2 de enero de 1793 se polongó hasta 1815, con un parón de catorce meses entre 1802 y 1803.

### Citas
1. 1 2  James, 2002, p. 45.
2. ↑  Chandler, 1999, p. 369.
3. ↑  Chandler, 1999, p. 371.
4. ↑  Gardiner, 2001, p. 13.
5. ↑  Gardiner, 2001, p. 10.
6. ↑  Gardiner, 2001, p. 9.
7. 1 2  Gardiner, 2001, p. 17.
8. 1 2 3 4 5  Woodman, 2001, p. 1.
9. ↑  Tracy, 1998, p. 3.
10. 1 2 3 4  James, 2002, p. 46.
11. ↑  Tracy, 1998, p. 4.
12. ↑  Brenton, 1837, p. 80.
13. 1 2  Chandler, 1999, p. 373.
14. ↑  Gardiner, 2001, p. 14.